# 바리차오역

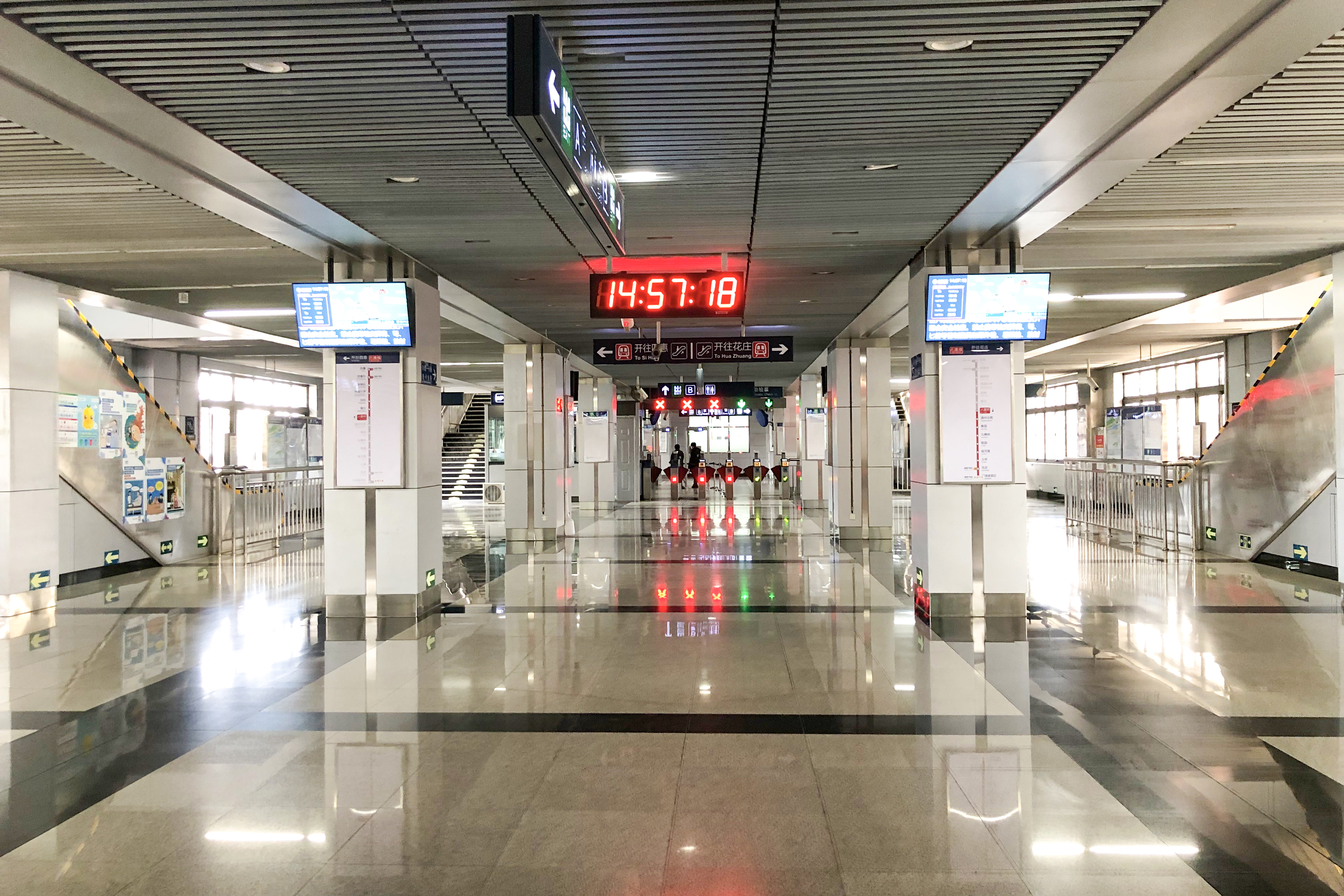
바리차오역 대합실 (2021년 3월)

바리차오역(중국어: 八里桥站, 병음: Bālĭqiáo Zhàn)은 베이징 지하철 바퉁선의 역이다. 중국 베이징시 차오양구 관좡 지구 중싱쓰촌 젠궈로·징탕로바리차오 톨게이트 중앙 인근에 위치한다. 인근에 중화인민공화국 철도부 징청 철도 퉁저우시역이 있다. 상징색은 흰색이다.

## 위치
이 역은 바리차오 남가(八里橋南街) 남쪽에 있는 징퉁 쾌속로 바리차오 상하행 톨게이트 사이에 있다.

## 역 구조

### 층별 구조
| 2층      | 상대식 승강장, 오른쪽 출입문이 열림 | 상대식 승강장, 오른쪽 출입문이 열림            |
| 2층      | ←                                   | ■ 바퉁선 구청(1호선) 방면 (관좡)               |
| 2층      | →                                   | ■ 바퉁선 유니버설 리조트 방면 (퉁저우베이위안) |
| 2층      | 상대식 승강장, 오른쪽 출입문이 열림 |                                                |
| 1층      | 대합실                              | 고객 센터, 자동 발매기, 개집표기               |
| 지하 1층 | 출구                                |                                                |

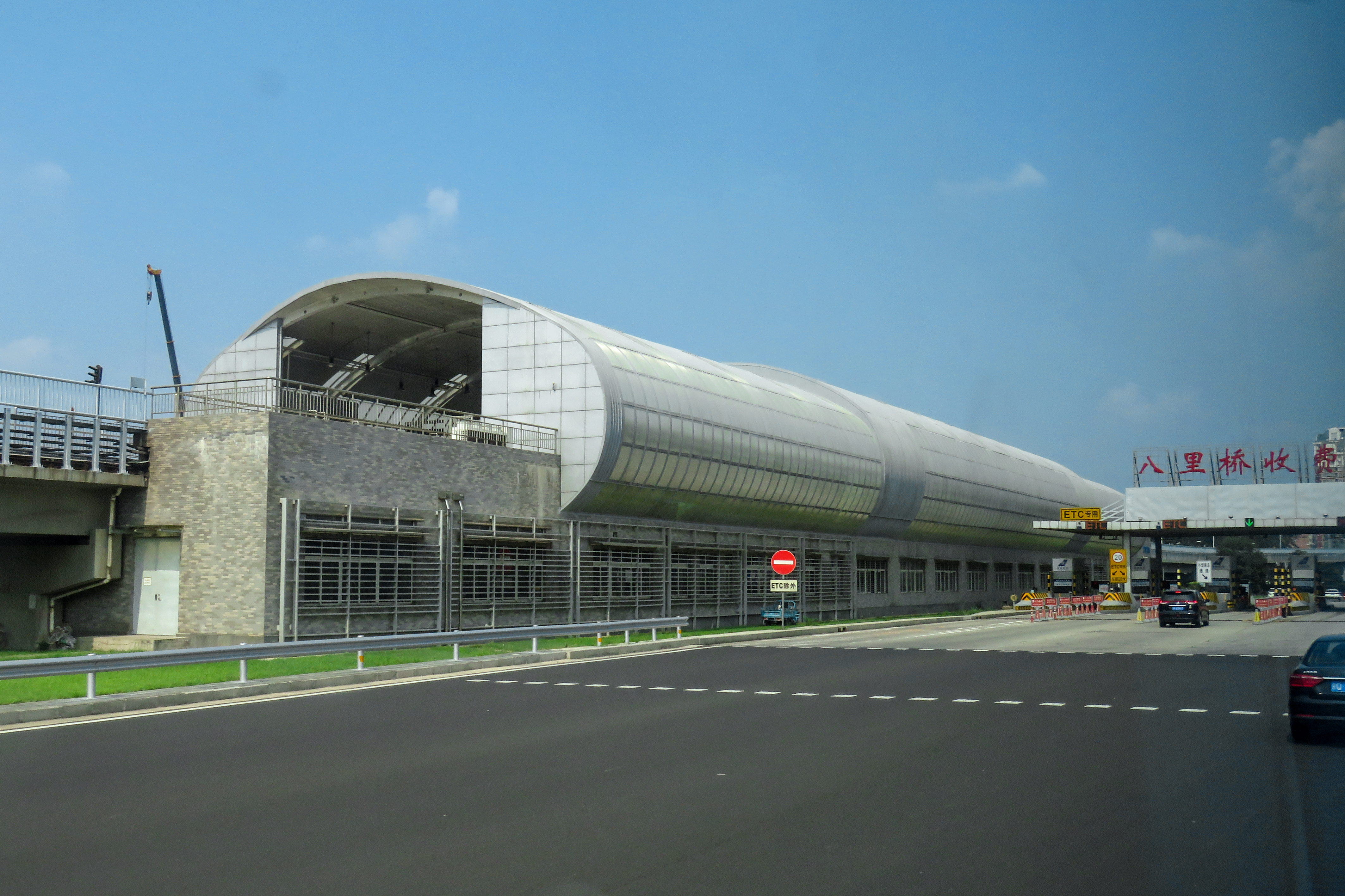
바리차오역 역사 (2018년 7월)

바리차오역에는 2개의 상대식 승강장이 있으며, 징퉁 쾌속로 중앙에 위치하고 있다.

## 출구
이 지하철역에는 모두 4개의 출구가 있다: 서북, 서남, 동북, 동남
|                            |                |      |             |
| 출구                       | 출구 인근      | 사진 | 무장애 시설 |
| 出口 · A · 1               | 젠궈로(建国路) |      |             |
| 出口 · A · 2               | 젠궈로(建国路) |      |             |
| 出口 · B · 1               | 젠궈로(建国路) |      |             |
| 出口 · B · 2               | 젠궈로(建国路) |      |             |
| 出口 · B · 3               | 젠궈로(建国路) |      |             |
| 아이콘 설명: 휠체어 리프트 |                |      |             |

## 같이 보기
위키미디어 공용에 바리차오역 관련 미디어 분류가 있습니다.
- 팔리교(八里桥)
- 베이징 지하철 바퉁선